# ゾンバ県
ゾンバ県 (Zomba) は、マラウイ南部州に属する県（Zomba District）であり、中心となる都市もゾンバ（Zomba Town）である。

## ゾンバ県
この県は、ブランタイヤ県、バラカ県、チラズル県、マチンガ県、ムランジェ県、パロンベ県と隣接しているほか、県の東部はモザンビークとの国境となっている。県全体の面積は2580 km²であり、2008年度の国勢調査では人口が58万3167人である。